# Пуголовка донська
Пу́головка донська́ (Benthophilus durrelli) — вид риби з родини бичкових (Gobiidae). До 2004 року ототожнювався із пуголовкою зірчастою (Benthophilus stellatus), від якої відрізняється різкішим заднім розташуванням другого спинного плавця у відношенні до анального, 17—21 невромастами у бічній лінії (на відміну від 20—25 у пуголовки зірчастої) і деякими іншими ознаками.. Наукова назва виду надана в честь відомого натураліста, Джеральда Даррелла.

## Характеристика
Довжина тіла до 6,6 см. На боках по 3 темних плями, перша з яких вузька, напівкругла, на спині та другому спинному плавці численні темні плямки. У бічній лінії 17—21 невромаст, зазвичай 18—20. У другому спинному плавці 7,5—8,5 сегментованих промені, його основа не широка, хвостове стебло без гранул. Хребців 28—29.

## Ареал
Природний ареал охоплює басейн Азовського моря, а саме в пониззі річки Дон, Цимлянському водосховищі, вниз до Таганрозької затоки, також у лівій притоці Дону — Маничі разом із озером Манич-Гудило. Віддає перевагу прісним водам, особливо чисельна в гирлах річок, зустрічається у солонуватих водах затоки із солоністю до 3 ‰. Після спорудження Волго-Донського каналу вид потрапив до Волги та поширився вгору за течією від каналу до Кинешми та пониззя Унжи, а також у пониззі Ками до місця впадіння В'ятки.
У 2006—2007 роках Г. О. Шандиковим і Г. Л. Гончаровим проведені дослідження іхтіофауни Сіверського Дінця в межах України. У зборах відзначені пуголовки, які морфологічно відрізнялися від відомої в Азовському морі пуголовки зірчастої (Benthophilus stellatus). Подальші дослідження показали їх належність до пуголовки донської.

## Біологія
Придонна риба, живе на ділянках із мулистим і піщаним дном. Нерестує у травні-серпні. Самиці відкладають ікру, скоріш за все у 2—3 порції, всередину або під черепашки молюсків. Після нересту гинуть. Бентофаг, живиться переважно дрібними молюсками, ракоподібними та личинками комах. Живе до року.